# 流通股
流通股是一家公司已授权，发行并可以让投资者购买并持有的股份。流通股与库存股相对，库存股是公司本身持有的无代表权利的股份。流通股与库存股的数量总计即为全部的已发行股数。流通股的数量称为自由流通量，流通股与总发行股数的比率称为自由流通比率。
流通股数量计算方法可以按严格流通股至完全稀释其中的不同维度来计算。基本计数就是当前严格定义的股份数量。股东大会的股息分配和表决是根据该数字计算的。另一方面，完全稀释后的流通股票数量还会将可稀释证券包括在内，例如认股权证、资本票据、可转换股票乃至可将股票期权也包括在内。如果公司有可稀释证券，则表明未来的流通股票数量可能会增加。
中国大陆在2006年股权分置前，与流通股相对应的不能自由买卖的股票称作非流通股。